# Iksookimia
Iksookimia és un gènere de peixos actinopterigis de la família dels cobítids.

## Taxonomia
- Iksookimia hugowolfeldi (Nalbant, 1993)
- Iksookimia koreensis (Kim, 1975)
- Iksookimia longicorpa (Kim, Choi & Nalbant, 1976)
- Iksookimia pumila (Kim & Lee, 1987)
- Iksookimia yongdokensis (Kim & Park, 1997)[2][3][4][5][6][7][8][9][10]